# Абдрахимова, Дина Ергазиевна
Дина Ергазиевна Абдрахимова (каз. Дина Ерғазықызы Әбдірахимова; 20 августа 1934, Алма-Ата, Казахская ССР, СССР — 20 октября 2002, Алма-Ата) — советская и казахская государственный и политический деятель. Министр социального обеспечения Казахской ССР (1985—1990).

## Биография
Родилась 20 августа 1934 года в Алма-Ате.
В 1957 году окончила филологический факультет Казахского государственного университета им. Кирова.
После окончания философского факультета КазГУ в 1957 ЦК ЛКСМ Казахстана направил ее на комсомольскую работу в Карагандинскую область.
Трудовую деятельность Дина Ергазыевна начала с должности инструктора, заместителя заведующего отделом агитации и пропаганды Карагандинского областного комитета комсомола.
С 1958 по 1963 годы — секретарь областного комитета комсомола по агитации и пропаганде, затем второй секретарь Карагандинского обкома комсомола.
С 1963 по 1973 годы — инструктор идеологического отдела, заведующий отделом школы, науки и учебных заведений Карагандинского областного комитета КПК
С 1973 по 1978 годы — секретарь Карагандинского областного комитета КПК.
С 1978 по 1985 годы — секретарь республиканского совета профсоюзов Казахской ССР.
С 1985 по 1990 годы — министр социального обеспечения Казахской ССР.
С 1985 по 1990 годы — депутат Верховного Совета Казахской ССР XI созыва.
С 1990 по 1993 годы — депутат Верховного Совета Республики Казахстан XII созыва, заместитель председателя Комитета по делам ветеранов, инвалидов и военнослужащих Верховного Совета РК, член Комитета по охране здоровья и социальной защите населения.

## Награды и звания
- Почётная грамота Президиума Верховного Совета Казахской ССР
- Почётная грамота ЦК ЛКСМ Казахстана
- Орден «Знак Почёта» (дважды)
- Орден Трудового Красного Знамени
- Награждён государственными и юбилейными медалями СССР и др.